# フィーバー (パチンコ)
フィーバー(FEVER)は、日本のパチンコ機器メーカーの三共(SANKYO)が開発したパチンコ台のシステム、およびそのシステムを採用したパチンコ台のシリーズ名であり、同社の登録商標。スタートと呼ばれる入賞口に球が入ると、中央に設置されたドラムが回転し、図柄が揃うと大当たりとなり、中央下部の大きな入賞口が一定時間開放され続けるシステム。現在主流であるデジパチの起源となった。

## 概要
1980年、本機種はテレビゲーム「スペースインベーダー」のブームにパチンコ業界が苦境を迎えるなかで誕生した。
本機種の前身である「ブレンド赤坂」（1977年発売）は、スタートチャッカーに入ると中央のドラムが回転し、ストップボタンで押したときの組み合わせでチューリップが解放される仕組みだったが、目押しによる狙い撃ちという攻略方法が編み出され、ホールから姿を消した。
ドラム部材が在庫として残る中、三共の営業担当者が当時のファンから聞いた「昔のパチンコ台は度々故障し、入賞口が開いたままになったり、球が続けて止まらなくなったりしたが、それが刺激的で非常に面白かった」「またホールの方もそのような光景も多少大目に観ていた」という話が、「故障した時のように球が一度に大量に出るパチンコ台」を開発するきっかけとなった。大量に球が入賞口に流れ込むように釘の配置と入賞口の大きさを工夫し、またその入賞口を開く制御はラスベガスのカジノのスロットマシンからヒントを得て、回転ドラムを採用した。開発されたパチンコ台は熱狂を意味するフィーバーから「三共フィーバー」と名付けられた。この回転ドラムはステッピングモーターでなく、大当りの判定はドラム停止用のカムが一定時間後作動し、全ドラム停止後、ドラムケースの片側から反対側にドラムを介して光を照射し、反対側でその光をキャッチすると大当りという判定方式で、単純に時間でドラムを停止させる仕様のためデジタル表示方式のデジパチと同じく出目の移行パターンから「リーチ目攻略法」が開発され、大いにパチプロの懐を潤した（後年、フィーバーレクサスVにてステッピングモーターが採用されたが、単発回しによる「連荘打法」が存在した）。
「フィーバー」「FEVER」はそれぞれ三共の登録商標であるため、機種名やシステム、また大当たり時などに「フィーバー」の語句を用いることができるのは、三共および系列会社の大同（タイドー、現ビスティ同じく系列会社のジェイビー）だけである。パチンコ台メーカー大手の平和は、同様のシステムを「ブラボー」と、三洋が「パニック」と、ソフィア（西陣）が「ターボ」または「ルーキー」と、ニューギンが「エキサイト」と名付けている。ちなみに平和の「ブラボー」も1998年に登録商標として登録された。パチスロ関連として、アルゼが『くるくるフィーバー』（パズルゲーム名）を登録商標としている。

## 反響・後世への影響
発売当初、大量に球が出るというシステムがパチンコホールに受け入れられなかったが、1980年12月21日に新潟県長岡市のエース電研直営店「パチンコ白鳥」が一気に123台設置したところ、立ち見がでるほど客が殺到した。以後このシステムは大人気となり、パチンコ台の主流システムとなった。
一方、大当たりに興奮した客が心臓発作で死んだり、フィーバーを打つ軍資金を得るために借金をこさえたり、強盗事件を起こす者が相次いだ。1981年、警察庁は本機種のような超特電機を規制する通達を出した。翌1982年には業界団体である全国遊技業協同組合連合会（全遊協）が新要件機への切り替え対応を実施したほか、本機種の設置台数の自主規制も行ったが事態は改善しなかった。 遊技産業研究所代表の鈴木政博は、ニュースサイト「遊技日本」に寄せた記事の中で「10ラウンドまでとはなっているもののカウントは定められていないため、30秒間は玉を拾いっぱなしであるのだから、現在[2022年時点]から考えてもまだ十分、射幸性は高い。」のだから事態が良くならないのは当然だとし、同年に保安電子通信技術協会 （保通協） が発足したのもこの問題に関係しているのではないかと分析している
それでも本機種の人気は高く、1984年にはカウント数の上限などを盛り込んだ規制が設けられ、ここでブームは終焉を迎えた。
フィーバーが発売されたデジパチ黎明期は、無制限に継続する可能性があるためその分リスクが大きく、警察庁や業界関係者は庶民の憩いの場が賭博場化すると危惧していたため、以後法規制や自主規制を繰り返し、いまなおシリーズが発売されて現在に至っている。2004年には新基準機として「CRフィーバー大ヤマト2」を発売した。

## スペック
- 『フィーバー（三共フィーバー）』（1980年7月）
  - 大当たり確率 1/250
  - ドラム絵柄「7（太陽）」3つ揃いとドラム上のデジタルが「7」で大当たり
  - 賞球数 13（地域により賞球15も存在） 大当り 大入賞口×30秒開放　特別領域（Ｖゾーン）通過でラウンド継続（ラウンド上限なし ホールの規定玉数で終了）

※大当り確率の値はメーカー発表